# Анна-Марія (дует)
Anna Maria (укр. Анна-Марія) — музичний дует сестер-близнючок Анни та Марії Опанасюк, заслужених артисток АР Крим, заснований 2004 року. Виконують музику у стилях поп, інді, соул.
Дует став фіналістом у 8 та 10 сезонах телешоу «Шанс», брав участь у шоу «Голос країни» та дійшов до фіналу національного відбору на «Євробачення-2019» з піснею «My Road».

## Життєпис

### Ранні роки
Анна і Марія Опанасюк народилися 15 січня 1988 в Сімферополі, співати почали з ранніх років. Вперше виступили 1994 року на конкурсі близнюків у віці 6 років. Згодом вступили до музичної школи за класом фортепіано. За кілька років повторно вступили до музичної школи за класом гітари.
З дитинства займалися спортивними танцями (хіп-хоп), брали участь у змаганнях, стали чемпіонками АРК з хіп-хопу, а також бронзовими призерами України. Виступали у Франції, Німеччині, Росії, Ізраїлі, Греції,

### Освіта
Закінчили Юридичну академію ім. Ярослава Мудрого у Харкові та Академію естрадного та циркового мистецтв, факультет естрадного співу.
Перший сольний концерт дуету називався «16 шагов», де сестри виконали програму 15-ма мовами. Гроші з білетів було перераховано на відновлення Собору Олександра Невського в Сімферополі. У 17 років сестри отримали звання «Заслужені артистки АРК», яке було присвоєно їм Верховною радою АРК.

### 2007—2011: «Шанс»
2007 року співачки взяли участь у 8 сезоні телепроєкту «Шанс» на каналі «Інтер» з піснею «Две половинки», провели спільний концерт із гуртом «Скрябін» у Криму, гроші з якого було передано у відділення гематології республіканської дитячої клінічної лікарні.
У 2008 року брали участь у гала-концерті «Шанс» на 1+1. 2009 року в Італії співали з оркестром Санремо.
У березні 2009 сестри отримують звання «Харків'янин року» в номінації «Діячі науки, культури і мистецтва». У жовтні виходить другий кліп дуету на пісню «Не финал».
Протягом року працювали з продюсером Юрієм Бардашем (продюсер «Quest Pistols»), випустили кліп на пісню «Вечером в пятницу», написану Іваном Дорном.

### 2012—2015: «Разные»

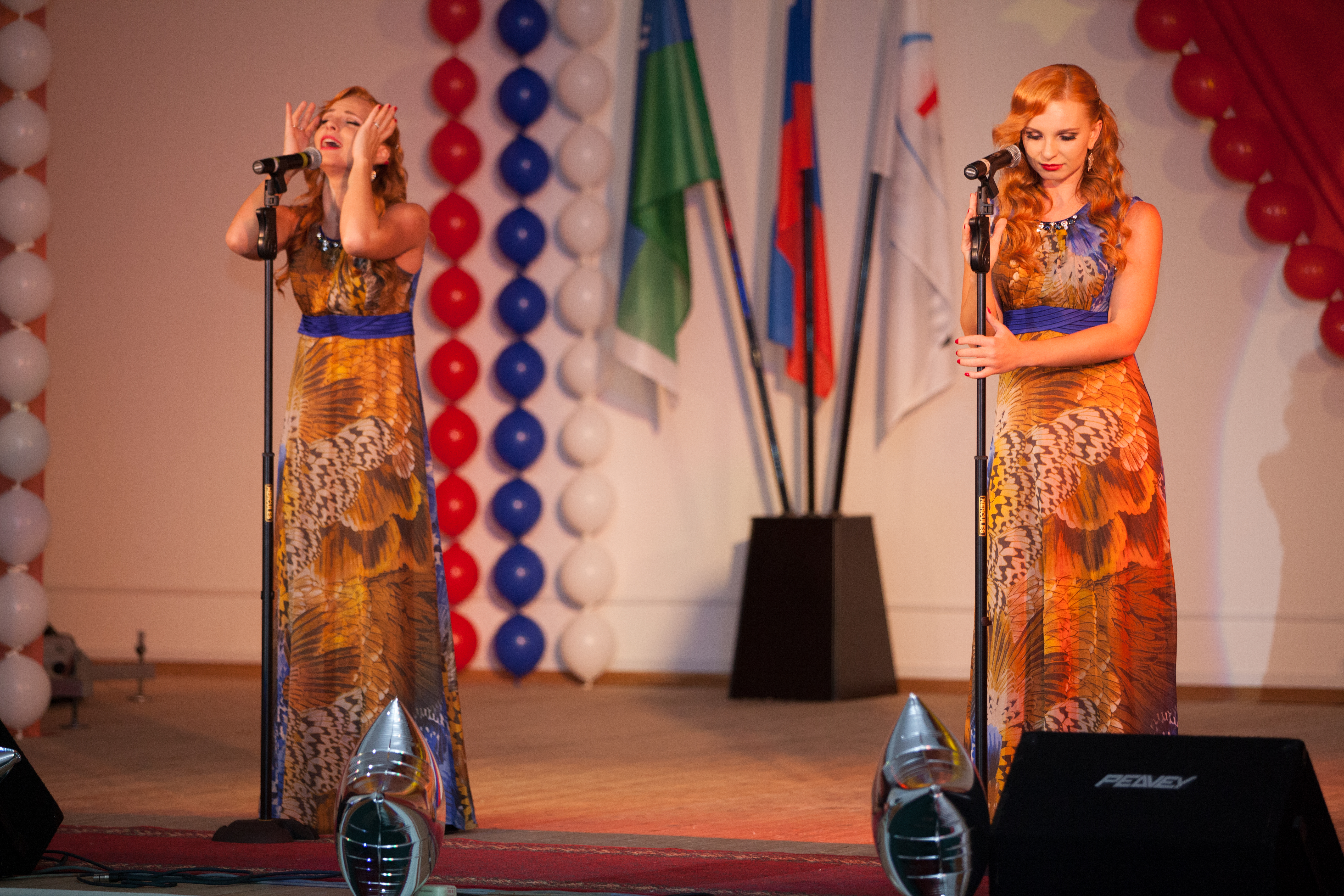
Виступ дуету в місті Райдужний (Росія), 2013

2012 — у співпраці з продюсером Denis Ingoldsby записують сингл «Beautiful».
Гастролюють в Україні й за кордоном (Іспанія, Німеччина, Туреччина, Азербайджан, Єгипет, Росія, Вірменія, Казахстан, Франція, Італія та ін.). У січні 2013 року виступили в шоу американського боксера, абсолютного чемпіону світу, Роя Джонса. Восени того ж року випустили кліп на пісню «Целовать другого», автором якої є Іван Дорн. З 2014 року виступають із п'ятьма музикантами (дві гітари, клавіші, бас-гітара, ударні).
У листопаді 2014 року разом з музикантами записують сингл (муз./сл. О. Дворецького) та кліп «Твоє місто».
Восени 2015 року випускають сингл «Тримай мене» (на власні музику й слова). Пісню було записано з українським піаністом Євгеном Хмарою.
7 грудня 2015 року вийшов перший альбом «Разные» з 13 пісень — українською, російською та англійською мовами. Більшість пісень в цьому альбомі написана сестрами.
24 серпня 2015 року гурт випустив спільний сингл з RULADA та Брією Блессінг — «Я люблю тебе».
У 2015—2016 роках мали цілу низку виступів в Україні — у Білій Церкві, Кропивницькому, на Рівненщині та інших місцях, зокрема на благодійних концертах на підтримку онкохворих дітей, а також на фестивалях у Польщі та в Азербайджані.
Весною 2016 року гурт випустив кліп на пісню «Ми сховаємось» (режисер — Андрій Бояр). Сингл «Ми Сховаємось» став саундтреком до серіалу «Київ вдень та вночі».
Далі починають співпрацю з Милошем Єличем — саундпродюсером та клавішником гурту «Океан Ельзи».
1 червня 2016 року Марія Опанасюк виходить заміж за Вадима, свого звукорежисера та концертного менеджера.
14 березня 2017 — випускають сингл та кліп «Знаєш ти».
У жовтні 2017 року випускають сингл та кліп «Долонями», відзнятий режисером Віктором Скуратовським.

### 2016—2021: участь у відборі на «Євробачення»
16 лютого 2019 року дует виступив у другому півфіналі національного відбору «Євробачення» з власною піснею «My road», потрапивши до фіналу відбору.
Згодом вийшло два відео: англійською — «My Road» та українською — «На Світло» (реж. Юрій Двіжон).
2019 року дуе виступив на музичному конкурсі «Нова хвиля» в Сочі 24-29 серпня. 19 липня 2019 року виступили на міжнародному фестивалі «Laima Rendezvouz Jurmala», організований Лаймою Вайкуле в Юрмалі.
Влітку 2019 року записують сингл «Мурашки». В липні 2020 року випускають сингл і кліп «Все буде добре», де сестри вперше стали режисерами свого музичного відео. 2021 року дует випустив сингл «Саме Ті».
15 вересня 2021 дует випустив кліп Light Up у співпраці з українським боксером Олександром Усиком. Відеокліп Light Up (режисер Максим Балтер) отримав нагороду «Найкраще європейське музичне відео» на фестивалі Prague Music Video Awards.

### З 2022: повномасштабне вторгнення

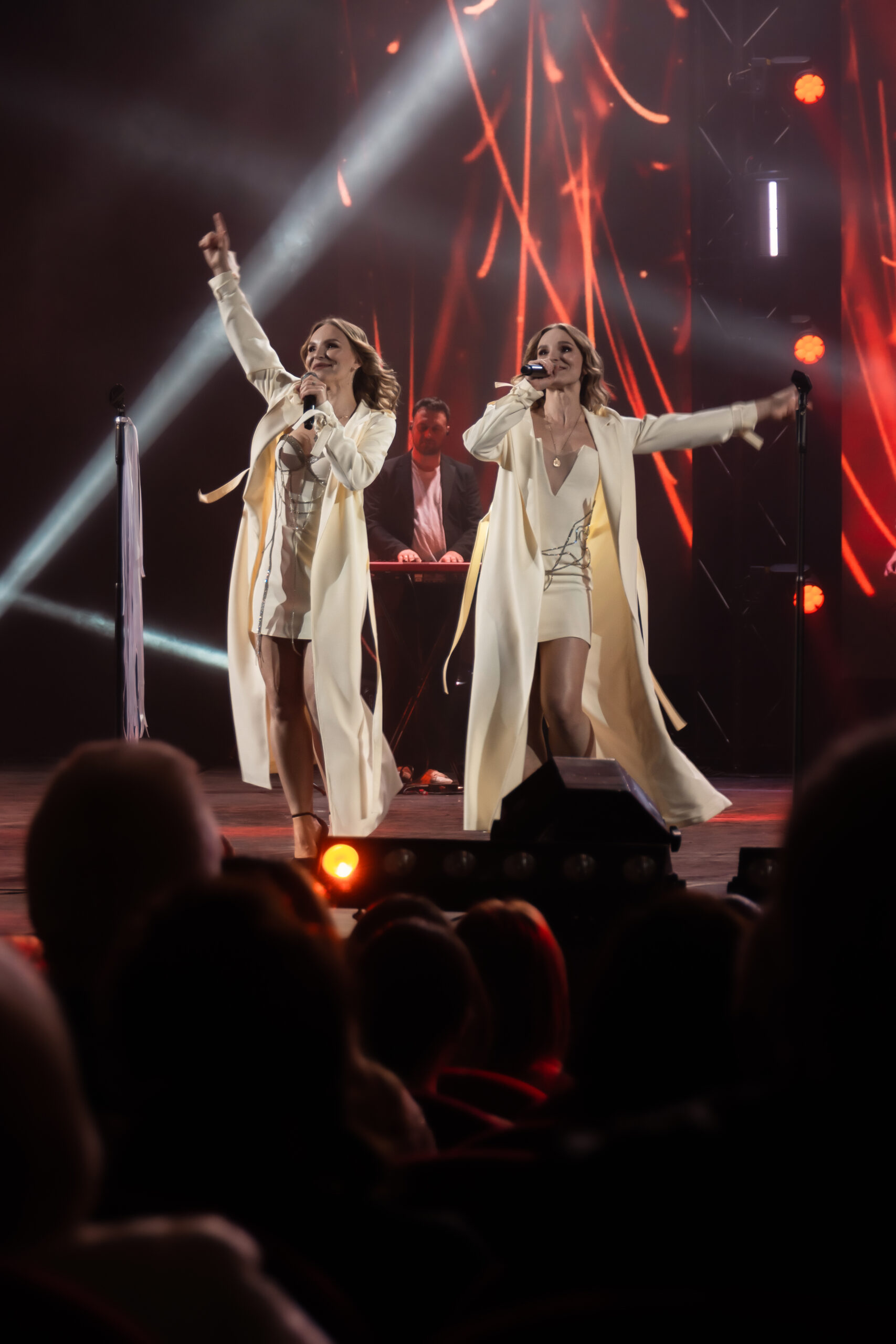
Виступ на концерті «Шлягер року» (Жовтневий палац, 2025)

З початку повномасштабного вторгнення Анна та Марія брали участь у благодійних заходах на підтримку українських військових, переселенців, поранених. У березні 2022 року вони випустили пісню «Молюсь», у квітні 2023 — пісню «Fighting (Боротися)», присвячену війні в Україні. У відео на пісню «Fighting» знявся чоловік Ганни Опанасюк, військовий ЗСУ.
У 2023 році дует у складі «Культурного десанту» дав 13 концертів для військових на передовій у Запорізькій області. У червні 2023 року дует виступив на фестивалі Nostalgia Fest у Ризі.
2024 року дует Анна-Марія випустив новий сингл «Бути щасливими». Пісня увійшла в ТОП-10 найкращих пісень України в чартах Наше Радіо.
У березні 2024 року Анна та Марія зіграли головні ролі в мюзиклі Black X White, прем'єра якого відбулася на сцені Arena Riga. З вересня 2024 року дует разом із харківським симфонічним оркестром Prime Orchestra бере участь у благодійному європейському турі, що охоплює Швецію, Німеччину, Польщу, Данію, Естонію, Латвію, Литву та Норвегію.

## Благодійна діяльність
Гурт бере участь у благодійних концертах, проводить концерти в дитячих будинках та інтернатах, бере участь у проектах із БФ «Таблеточки».
Від початку повномасштабної війни дует провів понад 70 концертів у різних областях України та в країнах Європи, постійно беруть участь у численних доброчинних заходах на підтримку військових, поранених захисників у госпіталях, ВПО, лікарів, дітей та всіх мирних жителів України. Зокрема, виступали в Харкові для вчителів Салтівського району, дали 13 концертів на Запорізькому напрямку, зібрали 600 000 грн на медичне обладнання для лікарні «Охматдит».

## Погляди та громадянська позиція
У грудні 2013 року дует виступав на київській сцені Євромайдану, 2014 року виступав у Росії.
З початку повномасштабного вторгнення РФ до України дует заявив про підтримку України, розпочав волонтерську діяльність та виступи для ЗСУ й переселенців. У березні 2022 року випустили пісню «Молюсь», присвячену війні в Україні, у квітні 2023 — відео на пісню «Fighting (Боротися)», в якому знявся чоловік Ганни Опанасюк, військовий ЗСУ.

## Скандали
На початку червня 2014 року сестри відмовились стати обличчям бренду російської фірми одягу «Baon», пояснивши це тим, що на пресконференції її засновник Іван Охлобистін вийшов на сцену у футболці терористичної організації ДНР та з автоматом.
У лютому 2019 року, після виходу у фінал національного відбору до «Євробачення», гурт отримав велику увагу і критику в ЗМІ через відсутність позиції щодо окупації Криму Росією. В інтерв'ю Роману Скрипіну сестри заявили, що «Україна просто втратила Крим» і що «Крим — наш дім».
Також вони запевнили, що не будуть виступати перед президентом Росії Путіним.. У фіналі Нацвідбору дует повідомив, що у Росії вже не виступає.

## Сім'я
- Марія Опанасюк одружена з Вадимом, звукорежисером дуету (шлюб з 1 червня 2016 року), подружжя виховує двох дітей — Лева та Катерину[10].
- Чоловік Анни — військовослужбовець ЗСУ, який перебував у психіатричній лікарні через отримані травми.[42][43]
- Мати — Опанасюк Лариса Миколаївна (1962—2023). Працювала Заступником голови «Ради міністрів» окупаційної влади РФ в Криму.[44][45][46][47].
- Батько — Опанасюк Олександр Дмитрович, колишній суддя, на пенсії з 2016 року. Після початку окупації Криму Росією перейшов на службу до РФ як суддя.[48][45][46][49][50].

## Дискографія

### Студійні альбоми
- Разные (2015)

### Пісні
- My road
- Твоє місто
- Ми сховаємось
- Саме Ті
- Light Up (with USYK)
- Тримай мене
- Це любов
- Кто мы
- Целовать другого
- Позвони
- Вечером в пятницу
- Spark Of Love
- Не финал
- 5 Stars Hotel
- Падали-летели
- Шкільна любов (дует зі Скрябіним)
- Beautiful
- Чому
- Знаєш Ти
- Долонями
- Мурашки
- Все буде добре (2020)
- Молюсь (2022)
- Люди у таксі (2022)
- Самурай (2023)
- Fighting (Боротися) (2023)
- Бути щасливими (2024)

## Музичні відео
| Рік  | Назва пісні          | Режисер              | Альбом | Мова                  | Посилання на відео                                               |
| ---- | -------------------- | -------------------- | ------ | --------------------- | ---------------------------------------------------------------- |
| 2009 | Не финал             | Максим Гуцу          | н.д.   | російська             | Не финал [Архівовано 22 серпня 2015 у Wayback Machine.]          |
| 2010 | Вечером в пятницу    | Юрій Бардаш          | Разные | російська             | Вечером в пятницу [Архівовано 22 серпня 2015 у Wayback Machine.] |
| 2013 | Целовать другого     | Артем Титеєв         | н.д.   | російська             | Целовать другого [Архівовано 30 травня 2014 у Wayback Machine.]  |
| 2014 | Твоє місто           | Артем Титеєв         | Разные | українська            | Твоє місто [Архівовано 22 серпня 2015 у Wayback Machine.]        |
| 2015 | Тримай мене          | Володимир Шпак       | Разные | українська            | Тримай Мене [Архівовано 7 квітня 2019 у Wayback Machine.]        |
| 2016 | Ми сховаємось        | Андрій Бояр          | Разные | українська            | Ми сховаємось [Архівовано 26 червня 2016 у Wayback Machine.]     |
| 2016 | Нехай буде сніг!     | Kuku                 | н.д.   | українська            | Нехай Буде Сніг! [Архівовано 2 жовтня 2019 у Wayback Machine.]   |
| 2018 | Долонями             | Віктор Скуратовський | н.д.   | українська            | Долонями                                                         |
| 2018 | Чому                 | Юрій Двіжон          | н.д.   | українська            | Чому [Архівовано 7 квітня 2019 у Wayback Machine.]               |
| 2019 | My Road              | Юрій Двіжон          | н.д.   | англійська            | My Road [Архівовано 23 липня 2019 у Wayback Machine.]            |
| 2020 | Все Буде Добре       | ANNA MARIA           |        | українська            | Все Буде Добре [Архівовано 30 липня 2020 у Wayback Machine.]     |
| 2021 | Саме Ті              | ANNA MARIA           |        | українська            | Саме Ті                                                          |
| 2021 | Light Up (with USYK) | Maxim Balter         |        | англійська            | Light Up                                                         |
| 2022 | Молюсь               |                      |        | українська            | Молюсь                                                           |
| 2023 | Fighting (Боротися)  | Дмитро Мухін         |        | англійська/українська | Fighting (Боротися)                                              |
| 2023 | Вір, моя дівчинко    | Дмитро Мухін         |        | українська            | Вір, моя дівчинко                                                |
| 2024 | Бути щасливими       | Lola Nikotina        |        | українська            | Бути щасливими                                                   |